# Pedral
Le pedral est un cépage noir du Nord-Ouest du Portugal, région du Vinho verde, qui est recommandé pour l'élaboration d'un vin rouge de qualité. Longtemps cultivé en hautain, il est aujourd'hui conduit sur cruzeta.

## Synonyme
Alvarinho Tinto, Cainho, Cainho dos Milagres, Cainho Espanhol, Castelão, Padral, Pardal,  Pédral Noir, Pedrol, Pégudo, Perna de Perdiz